# Pierre-Joseph Pézerat
Pour les articles homonymes, voir Pézerat.
Pierre-Joseph Pézerat, connu au Brésil et au Portugal sous le nom de Pedro José Pezerat, est un architecte français, architecte de la cour impériale du Brésil, né à La Guiche le 9 février 1801, et mort à Lisbonne le 1er mai 1872.

## Biographie
Des archives de l'Institut polytechnique de Lisbonne indiquent qu'il aurait élève de l'École polytechnique de Paris en 1821, mais aucun document de l'école permet de vérifier cette information. Dans une lettre de Pézerat adressée en 1864 au ministre portugais des Travaux publics pour obtenir un poste d'ingénieur en chef, il écrit qu'il a terminé des études d'ingénierie civile en 1821 et qu'il aurait continué pendant quatre ans des études théoriques de l'Académie d'architecture de Paris au cours desquelles il a été inspecteur aux ordres des premiers architectes.
Ces affirmations de Pézerat sont infirmées par les archives. Aucun document ne permet de savoir quelles études d'ingénierie il a faites avant 1821 et où. Il a été élève à l'École des beaux-arts de Paris, admis le 30 mai 1821, élève d'Antoine Vaudoyer. Il a participé aux concours d'émulation du 7 et du 12 juin 1821. Son nom n'apparaît plus pour le jury du 19 juin 1821 pour le concours ayant pour sujet Tribune d'une église chrétienne. Il n'a probablement fait que suivre les cours de mathématiques et de construction où il a appris à faire des devis sans participer aux concours. Le règlement de l'école des beaux-arts précise qu'après une absence de six mois, l'élève est exclu de l'école. Il n'a été élève des Beaux-arts de Paris que pendant quelques mois.

### Pézerat au Brésil
En 1822, le Brésil proclame son indépendance du Portugal. Le prince héritier Pierre devient le premier empereur du Brésil sous le nom de Pierre Ier entre 1822 et 1831. Il est engagé après concours, en 1825, par le gouvernement du Brésil à la condition d'étudier le constructions hydrauliques anglaises pendant un an. Il a été recommandé à l'ingénieur Brunel dont il écrit avoir fait la connaissance. En quitte Paris pour Londres en mars 1825. Après trois mois en Angleterre, il s'embarque  le 12 juillet sur la frégate Surat-Castle pour Rio de Janeiro où il arrive en août et commence comme ingénieur topographe où il est employé à l'Académie militaire pendant un an. Au moment où il arrive, un autre architecte français y est déjà actif, Auguste Henri Victor Grandjean de Montigny. Il y est chargé de travaux de géodésie et relève le plan de Rio de Janeiro. Il est ensuite lieutenant du Corps impérial des ingénieurs. Le 12 octobre 1827, il est nommé capitaine du Corps des ingénieurs, puis commandant en 1829. Il est choisi par l'empereur Pierre Ier pour être son ingénieur particulier. En 1828, l'empereur le nomme son architecte particulier en qualité d'employé de 2e classe de la Maison impériale et le reste jusqu'à l'abdication de l'empereur, en 1831. Pendant ces quelques années qu'il a passé au Brésil, entre 1826 et 1831, Pézerat a réalisé à Rio de Janeiro :
- façade de l'ancienne Académie militaire impériale, en 1826,
- l'hôtel de la Marquise de Santos, entre 1826 et 1829, qui abrite le musée du premier règne,
- le palais impérial de São Cristóvão à partir de 1826, achevé par Manuel de Araújo Porto-Alegre, en 1840.

| Hôtel de la marquise de Santos |
| Hôtel de la marquise de Santos |

| Palais de Saint-Christophe |
| Palais de Saint-Christophe |

Il a aussi dessiné un projet de palais, palais de la Concorde, pour l'empereur Pierre Ier, en 1830, non réalisé. Il est aussi l'auteur de décors éphémères pour les fêtes impériales.

### En Algérie
Il ne suit pas Pierre Ier au Portugal. Il est de retour en France, en 1831, il obtient un poste en Algérie dans des circonstances inconnues. Il est nommé architecte et ingénieur des Ponts et Chaussées chargé du service à Oran par le ministère de la Guerre. Il travaille sur l'adduction d'eau et des égouts. Il fait un plan de la place Kléber, en 1834. Il est renvoyé de ses fonctions à la suite de la réorganisation du service des Ponts et Chaussées. Il quitte Oran en janvier 1838. Il y revient avec sa famille en septembre 1840 mais sa famille est victime de dysenterie. Il décide alors de quitter l'Algérie pour le Portugal à la fin de 1840.

### Architecte et ingénieur à Lisbonne
Aucun document ne permet de connaître l'activité de Pézerat avant 1842. Il est nommé ingénieur de la ville de Lisbonne en 1852 et prend la direction du service technique (Repartição Técnica) dépendant du conseil municipal ( Câmara Municipal de Lisboa). Il fait de nombreux projets d'aménagement de voieries. Il participe à la reconstruction de l'École polytechnique de Lisbonne, entre 1850 et 1860. Il est professeur adjoint de dessin à l'École polytechnique de Lisbonne du 26 février 1853 à 1869. La mairie de Lisbonne lui a demandé un rapport sur l'administration municipale de Paris , en 1856-1859. En 1859, un projet de transformation en boulevard du passeio público réalisé pendant la reconstruction de Lisbonne réalisé par l'architecte municipal Reynaldo Manuel dos Santos, entre 1764 et 1771. Ce projet avait pour but d'assurer la croissance urbaine de Lisbonne vers le nord. Pierre-Joseph Pézerat a présenté un mémoire sur les études d'amélioration et d'embellissement de Lisbonne, publié en 1865, inspiré des travaux du baron Haussmann, à Paris. C'est Frederico Ressano Garci (1847-1911), successeur en 1874 de Pierre-Joseph Pézerat au poste d'ingénieur de la mairie de Lisbonne, qui a démoli la promenade publique en 1878. Il a réalisé à Lisbonne :
- les Bains de São Paulo, en 1850-1858,
- la rénovation de l'ancien palais royal intégré à l'Hôpital thermal Reine Dona Éléonore en 1861, devenu un musée.

Il est devenu aveugle à la fin de sa vie.
| Bains de São Paulo |
| Bains de São Paulo |

| Musée de l'hôpital de Caldas da Rainha |
| Musée de l'hôpital de Caldas da Rainha |

## Décorations
Il est décoré de l'Ordre de la Croix du Sud.

## Hommage
- Rue Pedro José Pezerat, à Lisbonne.

## Publications
- (pt) Memoria descriptiva sobre o projecto de docka com portos-canaes e d’um novo bairro maritimo nas praias da Boa Vista, de Santos e da Rocha do Conde de Obidos comprehendo a rectificação do actual Bairro da Boa Vista, Lisbonne, Typografia Manoel Jesus Coelho, 1854
- Mémoire sur les études d’améliorations et embellissements de Lisbonne, Lisbonne, Imprimerie Franco-Portugaise, 1865
- (pt) Memoria sobre dokas commerciaes, bairros maritimos, porto militar sobre a margem direita do Tejo, e caminho de ferro commercial, estrategico, e testa dos caminhos de ferro europeus estudados desde 1852, Lisbonne, Typographia Franco-Portugueza, 1867 (lire en ligne)